# Semnul tău
Semnul tău este al optulea material discografic al formației Roșu și Negru, apărut la Electrecord în anul 1988. Totodată, acesta este ultimul disc LP din cele trei publicate de formație pe parcursul anilor '80 și primul cu piese noi, celelalte două recuperând înregistrări realizate în Radio. Semnul tău reprezintă ultimul material discografic înregistrat cu Liviu Tudan în calitate de lider. Conține hit-urile „Semnul tău” și „Joc în doi”. Cel din urmă, cunoscut și cu titlul „Da și nu”, a avut parte de o filmare pentru emisiunea TV Revelion '88. Piesele „Cînd pleci tu” și „Să cerem soarelui lumină” au beneficiat de filmări ușor târzii, în 1989, pentru Revelion '90.

## Lista pieselor
1. Semnul tău (Liviu Tudan / George Stanca)
2. Mîine (Adrian Ordean / Dan Verona)
3. Cînd pleci tu (Adrian Ordean / Dan Verona)
4. Te-aștept să vii (Adrian Ordean / Adrian Ordean)
5. Joc în doi (Liviu Tudan / Dan Verona)
6. Să cerem soarelui lumină (Liviu Tudan / George Țărnea)
7. Nu te opri (Adrian Ordean / Dan Verona)
8. Cu fiecare vis (Adrian Ordean / Dan Verona)
9. Gîndul meu liber (Adrian Ordean / Victor Socaciu)

## Componența formației
- Liviu Tudan – vocal, lider
- Adrian Ordean – chitară, voce
- Dan Creimerman – chitară bas, voce
- Dorel Vintilă Zaharia – baterie
- Cornel Cristei – claviaturi

## Piese filmate
- „Joc în doi” – filmare TVR, 1987, pentru Revelion '88, în formula: Liviu Tudan (vocal), Adrian Ordean (chitară), Cornel Cristei (claviaturi), Valentin Stoian (claviaturi), Dorel Vintilă Zaharia (baterie).
- „Semnul tău” – filmare TVR de la concursul de muzică de dans organizat la Sala Polivalentă din București în primăvara lui 1989, unde Roșu și Negru apare în formula: Liviu Tudan (vocal), Cristi „Porta” Marinescu (chitară solo), Laurențiu Sîmniceanu (chitară bas), Emanuel Gheorghe „Fisă” (claviaturi), Florin Ionescu (baterie).
- „Cînd pleci tu” – filmare TVR, 1989, pentru Revelion '90, în formula: Liviu Tudan (vocal, chitară bas), Cristi „Porta” Marinescu (chitară solo), Laurențiu Sîmniceanu (chitară ritm), Emanuel Gheorghe „Fisă” (claviaturi), Florin Ionescu (baterie).
- „Să cerem soarelui lumină” – filmare TVR, 1989, pentru Revelion '90, în aceeași componență.

## Piese aflate în topuri
Topul Săptămîna RST '86:
- „Semnul tău” – melodia anului: #7

Topul Săptămîna:
- „Gîndul meu liber” (perioada 27 februarie–30 aprilie 1987): #1 (27 martie–1 aprilie)
- „Să cerem soarelui lumină” (perioada 17 iulie–27 august 1987): #2 (7–13 august)
- „Joc în doi” (perioada 28 august–29 octombrie 1987): #2 (18 septembrie–1 octombrie)

## Recenzii
Andrei Partoș consemna în revista Săptămîna, nr. 12 (901) din 25 martie 1988: „Al treilea disc al formației Roșu și Negru s-a epuizat rapid din magazine. Piesele compuse de Liviu Tudan și Adrian Ordean pe versuri de George Țărnea, Dan Verona, George Stanca, Victor Socaciu și Adrian Ordean au fost înregistrate cu scopul declarat de a fi incluse pe un LP, calitatea de ansamblu fiind net-superioară precedentelor apariții discografice.”
Piesele „Semnul tău” și „Joc în doi” au apărut în variante reorchestrate pe albumul Tribut lui Liviu Tudan – Roșu și Negru (lansat la casa de discuri Roton în anul 2007). Ele sunt interpretate de alți soliști vocali: Leo Iorga (Compact), respectiv Dan Bittman (Holograf).